# Победа (квартал на Бургас)
Вижте пояснителната страница за други значения на Победа.
Победа е един от малките квартали на черноморския, български град Бургас.
Кварталът се намира на пясъчната коса Кумлука и е заобоколен от индустриалната зона Юг. На изток от квартала е разположен пристанищния комплекс, Бургаските корабостроителници и Черно море. На запад квартала граничи с околовръстния път за Созопол и Истанбул и с Бургаското езеро. На север квартала граничи чрез индустриалната зона с квартал Акациите. На юг Победа граничи чрез района на корабостроителниците с защитената местност Пода.
В квартала се намират бившите сладководни извори на града, от където Бургас се е снабдявал частично с вода до средата на 19 век посредством водоноси. В този район през античността се е намирало тракийско селище известно в науката като „Сладки кладенци“. Селището е разпологало с пристанище, водопровод и е емпорион (пазарище) на Аполония Понтийска. Поради активното строителство в по-късни епохи, не са запазени останките от античното селище. Въпреки това наличието на пристанище, пазарно средище и археологическите находки там дават основание на историка Иван Карайотов да локализира Пристанището на тракийските царе на това място в Бургас. По римско време през Комлука е преминавал римският път крайбрежен черноморски път Виа Понтика.
Възникването на днешния квартал е тясно свърван с развитието и индустриализацията на Бургас след Освобождението. Първоначално на пясъчната коса се заселват пристанищни работници и носачи на вода. По-късно там се основават фабрики. По-голямата част от днешното население е ромско.